# مضادات مستقبلات أشباه أفيونيات تعمل طرفيا
هي فئة من المركبات الكيميائية التي تُستخدم لعكس الآثار الجانبية لأشباه أفيونيات التي تتفاعل مع مستقبلات خارج الجهاز العصبي المركزي، وخاصة تلك الموجودة في الجهاز الهضمي. صُممت مضادات مستقبلات أشباه أفيونيات العاملة طرفيًا بشكل خاص لتثبيط بعض المستقبلات الأفيونية في الجهاز الهضمي مع قدرة محدودة على عبور الحاجز الدموي الدماغي. لذلك، لا تؤثر على التأثير المسكن للأفيونيات داخل الجهاز العصبي المركزي.

## اكتشاف وتطوير
من المعروف أن الأدوية الأفيونية تسبب إمساك عن طريق تثبيط إفراغ المعدة وتقليل الحركة التمعجية (الدودية) مما يؤدي إلى تأخر امتصاص الأدوية وزيادة امتصاص الماء من البراز، الذي من الممكن ان يؤدي الى براز جاف وإمساك في بعض المرضى.
الإمساك هو أحد الآثار الضارة الأكثر شيوعًا التي تسببها المواد الأفيونية، لذا فإن اكتشاف مضادات مستقبلات أشباه أفيونيات تعمل طرفيًا يمكن أن يمنع الآثر الذي يعارض إدارة الألم.
كان بروميد ميثيل نالتريكسون أول دواء من فئة الأدوية التي وافقت عليها إدارة الغذاء والدواء. اكتُشِفَ في عام 1979 من قبل ليون جولدبيرج، عالم الصيدلة في جامعة شيكاغ بعد أن شهد معاناة صديق يحتضر من الإمساك بسبب الأفيونيات، اختبر غولدبرغ مشتقات مختلفة من النالتريكسون، وهو دواء معروف بمنع آثار المواد الأفيونية. كان هدفه هو العثور على دواء لا يمكنه تجاوز الحاجز الدموي الدماغي، دون التأثير على التأثير المسكن للمواد الأفيونية. بعد وفاة غولدبرغ، واصل زملاؤه في الجامعة تطوير المركب. وُوفِق عليه من قبل إدارة الغذاء والدواء في أبريل 2008، للإمساك في المرضى البالغين المصابين بمرض متقدم ولاحقًا في المرضى البالغين الذين يعانون من آلام مزمنة غير سرطانية.
في أوآخر السبعينيات، أجرى دينيس زيمرمان وزملاؤه من مختبرات ليلي للأبحاث، بحثًا حول المفاهيم الهيكلية لمضادات المخدرات المحددة في سلسلة 4-فينيل بيبيريدين. وقد أفادوا بأن N- ميثيل ترانس-4،3-ثنائي ميثيل-4-فينيل بيبيريدين هومضاد نقي لمستقبلات أفيونية مع فارماكوفور (حامل دوائي) جديد. لزيادة الفاعلية قاموا بربط مجموعة فينولية بالحلقة العطرية، ترانس-4،3-ثنائي ميثيل-4-فينيل(3-هيدروكسي فينيل) بيبيريدين.
استخدم هذا الهيكل لتصميم وتطوير مضادات مستقبلات أفيونية أخرى مثل ألفيموبان. وُوفِق عليه في وقت لاحق من عام 2008 للاستخدام داخل المستشفى لزيادة وظيفة الجهاز الهضمي بعد استئصال جزئي كبير أو صغير للأمعاء مع مفاغرة أولية. وُوفِق على نالوكسيجيل في سبتمبر 2014 ونالديميدين في مارس 2017، كلاهما لعلاج الإمساك في المرضى البالغين المصابين بالسرطان المزمن.

## آلية عمل
مضادات مستقبلات أشباه أفيونيات تعمل طرفيًا عن طريق تثبيط ارتباط ناهض المواد الأفيونية بمستقبلات مو أفيون. الهدف من العلاج بها هو استعادة وظيفة الجهاز العصبي المعوي. عُثر على مستقبلات مو أفيون في عدة أماكن في الجسم ومضادات مستقبلات أشباه أفيونيات تعمل طرفيًا هي مضاد تنافسي للارتباط بهذه المستقبلات وتعد مستقبلات مو أفيون هي المستقبلات الرئيسية في الجهاز الهضمي التي تميل مضادات مستقبلات أشباه أفيونيات تعمل طرفيًا إلى منع ارتباطها بناهضات المواد الأفيونية.
تستخدم مضادات مستقبلات أشباه أفيونيات تعمل طرفيًا في علاج ضعف الأمعاء الناجم عن المواد الأفيونية، التأثير الجانبي المحتمل الناتج عن استخدام المواد الأفيونية المزمنة. تعمل على ثلاث آليات فيزيولوجية مرضية لهذا التأثير الجانبي تعمل على حركية القناة الهضمية، وإفراز القناة الهضمية، ووظيفة العضلة العاصرة.
تأثير مضادات مستقبلات أشباه أفيونيات التي تعمل طرفيًا على حركة الأمعاء بأنه يمكنه أن يزيد من درجة الراحة في طبقة العضلات الدائرية. المضاد يعزز تثبيط منشط توتر العضلات سيؤدي ذلك إلى تسوية التوتر في طبقة العضلات الدائرية وبالتالي منع الانقباضات الإيقاعية التي يسببها الأفيون. عندما يندمج هذين العاملين، فإنه يؤدي إلى تقليل وقت العبور، ستعمل هذه التأثيرات ضمنيًا على تقليل الامتصاص السلبي للسوائل مما يساعد في تقليل أعراض ضعف الأمعاء الناجم عن المواد الأفيونية مثل الإمساك وتشنج الأمعاء وتشنجات البطن.
تأثيرها على إفراز الأمعاء في عكس انخفاض تكوين أحادي فوسفات الأدينوسين الحلقي الذي تحرضه ناهضات الأفيون. أيضًا، سيؤسس المضاد إفرازًا طبيعيًا للكلوريد، يمكن أن تقلل ناهضات المواد الأفيونية أيضًا من إفراز الببتيدات عن طريق زيادة الجهاز العصبي الودي من خلال مستقبلات مو (μ) في الجهاز العصبي المعوي مما قد يؤدي إلى جفاف البراز وتصلبه وتعمل مضادات مستقبلات أشباه أفيونيات تعمل طرفيًا عكسها لذلك يصبح البراز أكثر نعومة وأقل جفافاً.
تأثيرها على وظيفة العضلة العاصرة هونظريًا لتنظيم تنسيق الحركة، يمكن للمضاد أن يمنع اضطراب معصرة أودي الذي تسببه المواد الأفيونية، يمكن للمضادات أيضًا أن تقلل من اضطراب العضلة العاصرة الشرجية الناجم عن المواد الأفيونية ويرتبط الاضطراب بالإجهاد والبواسير وعدم اكتمال التفريغ.

## علاقة النشاط بالبنية
على الرغم من استخدام الأدوية التي تستهدف مستقبلات مو أفيون لفترة طويلة، الكثير لا يعرف عن علاقة النشاط بالبنية وتفاعلات مستقبلات والربيطة على أساس التأثيرات البيولوجية على تنشيط المستقبل أو تثبيطه. كما أن التمييز في أنماط تفاعل المستقبل والربيطة بين المضادات والناهضات غير معروف على وجه اليقين. تَنُص إحدى النظريات على أنه يمكن تحديد النشاط البيولوجي للمورفين من خلال حجم البدائل على سبيل المثال، عادةً ما تحتوي المضادات على بدائل كبيرة، مثل الأليل أو ميثيل سيكلوبروبيل في نيتروجين المورفين، بينما تحتوي الناهضات عمومًا على مجموعة ميثيل. من ناحية أخرى، يظهر نشاط ناهض أيضًا في الربيطة ذات المجموعات الكبيرة في نيتروجين المورفين، وبالتالي يُتَحدَى هذه الفرضية.

### البنية

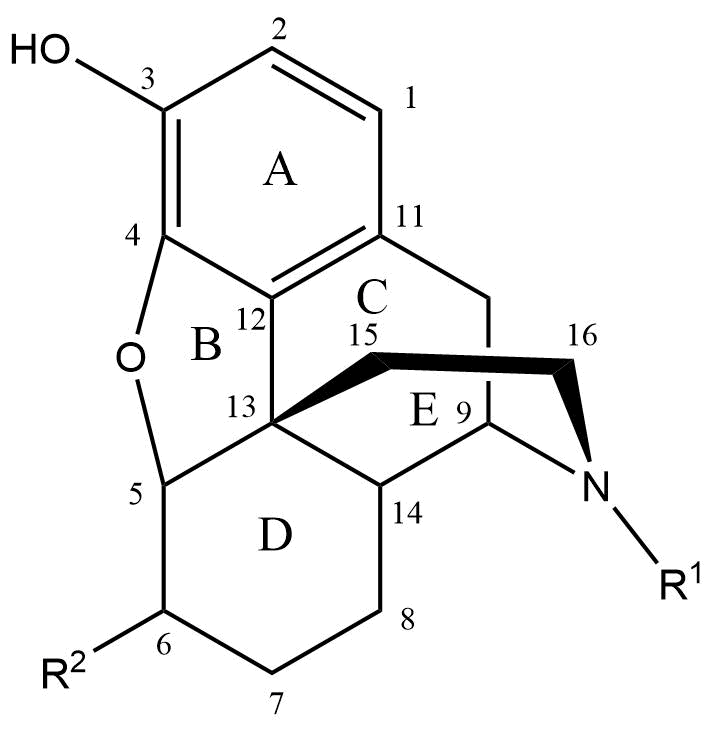
التشابه في الخصائص الهيكلية لمضادات مستقبلات الأفيون A = حلقة البنزين، B = حلقات رباعي هيدروفيوران، C،D = حلقات سيكلوهكسان، E = حلقة بيبيريدين

بروميد ميثيل نالتريكسون، نالوكسيجول، ونالديميدين جميعها لها هياكل متشابهة، وهي ليست بعيدة عن التركيب الكيميائي للمورفين وناهضات مستقبلات مو أفيون الأخرى، تحتوي جميعها على بنية خماسية حلقية صلبة تشتمل على حلقة بنزين (A) وحلقة رباعي هيدروفوران (B) وحلقتين من الهكسان الحلقي (C وD) وحلقة بيبريدين (E).
أهم المجموعات الوظيفية للتأثير البيولوجي للمواد الأفيونية هي مجموعة الهيدروكسيل على الفينول ومجموعة الميثيل وجسر الإيثر بين C4 وC5 والرابطة المزدوجة بين C7 وC8 ومجموعات الهيدروكسيل في C3 وC6، تعتبر الحلقة الفينولية ومجموعة 3-هيدروكسيل مهمة للتأثير المسكن، حيث أن إزالة مجموعة هيدروكسيل تقلل من النشاط المسكن 10 أضعاف.
هناك مبدأ آخر لمجموعة الهيدروكسيل على C6 حيث أن الإزالة تعزز نشاطها، يعود السبب الرئيسي في زيادة النشاط إلى زيادة محبة الدهون وزيادة القدرة على عبور الحاجز الدموي الدماغي.
يحتوي نالديميدين على مجموعة الهيدروكسيل بينما يحتوي بروميد ميثيل نالتريكسون على مجموعة الكيتون بينما يحتوي نالوكسيجيل على إستر، الرابطة المزدوجة بين C7 وC8 ليست مطلوبة للتأثير المسكن وتقليل الرابطة المزدوجة سيزيد من النشاط، لا يوجد لدى أي من المضادات رابطة مزدوجة في بنيتهم.
يُعتقد أن البديل N على الهيكل يحدد السلوك الدوائي وتفاعله مع مستقبلات مو أفيون، يُعتقد أيضًا أنه يلعب دورًا رئيسيًا في التمييز بين المضادات والناهضات، يُعتقد أن مجموعة الاليل، وهي مجموعة مجموعة ميثيل سيكلوبروبيل أو ميثيل سيكلوبوتيل كمجموعات بديلة تؤدي إلى نشاط مضاد.

### موضع الارتباط
تشكل الناهضات والمضادات روابط كيميائية معينة مع الأحماض الأمينية التي تبني مستقبلات مو أفيون. من المتوقع أن تشكل غالبية المضادات، وكذلك الناهضات، تفاعلًا مشحونًا مع Asp147 ورابطة هيدروجينية مع Tyr148. ومع ذلك، فإن غالبية المضادات تشكل أيضًا تفاعلات قطبية إضافية مع بقايا الأحماض الأمينية الأخرى مثل Lys233 وGln124 وGln229 وAsn150 وTrp318 وTyr128.
أقلية صغيرة من ناهضات تشكل نفس التفاعلات القطبية الإضافية، ومن المعروف أن كل من الناهضات والمضادات تشكل روابط هيدروجينية مع His297.
يمكن أن نستنتج أن التفاعلات مع بقايا الأحماض الأمينية، Asp147 وTyr148 ضرورية لارتباط الربيطة بالمستقبل والجزيئات التي تشكل تفاعلات قطبية إضافية مع البقايا الأخرى، وغالبًا ما تكون مضادات أكثر من ناهضات.
يمكن أن تشكل المجموعة البديلة روابط كارهة للماء مع Tyr326 وTrp293 ويمكن أن تشكل الحلقات العطرية والهكسان الحلقي روابط مماثلة لـ Met151 ويمكن أيضًا أن يشكل الجزء الخلفي من الربيطة رابطة كارهة للماء لكن مع Val300 وIle296.

### بروميد ميثيل نالتريكسون
هو شكل ملح البروميد في ميثيل نالتريكسون، وهومشتق رباعي الميثيل من نوروكسيمورفون، تزيد مجموعة الميثيل وتكوين الملح الرباعي القطبية وتقلل من قابلية الذوبان في الدهون وبالتالي يحد من تغلغل في الحاجز الدموي الدماغي.
ميثيل نالتريكسون جاذبية أعلى بثماني مرات الى مستقبلات الأفيون مقارنة بمستقبلات كابا أفيون ومستقبلات دلتا أفيون، النالتريكسون يشكل تفاعلًا مع Asp147 وTyr148 جنبًا إلى جنب مع رابطة هيدروجينية مع Lys233.

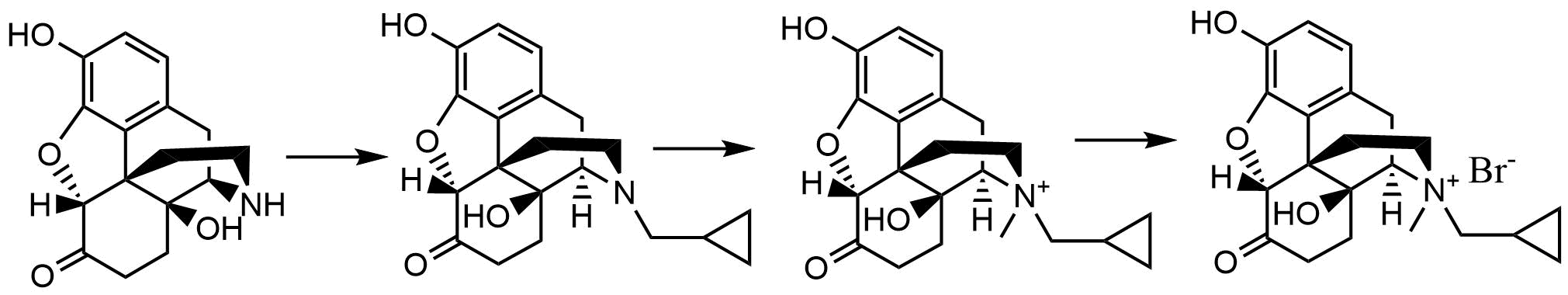
مراحل تطور مختلفة من بروميد الميثيل نالتريكسون.1. نوروكسي مورفون 2. نالتريكسون 3. ميثيل نالتريكسون 4. ميثيل نالتريكسون بروميد

### ألفيموبان

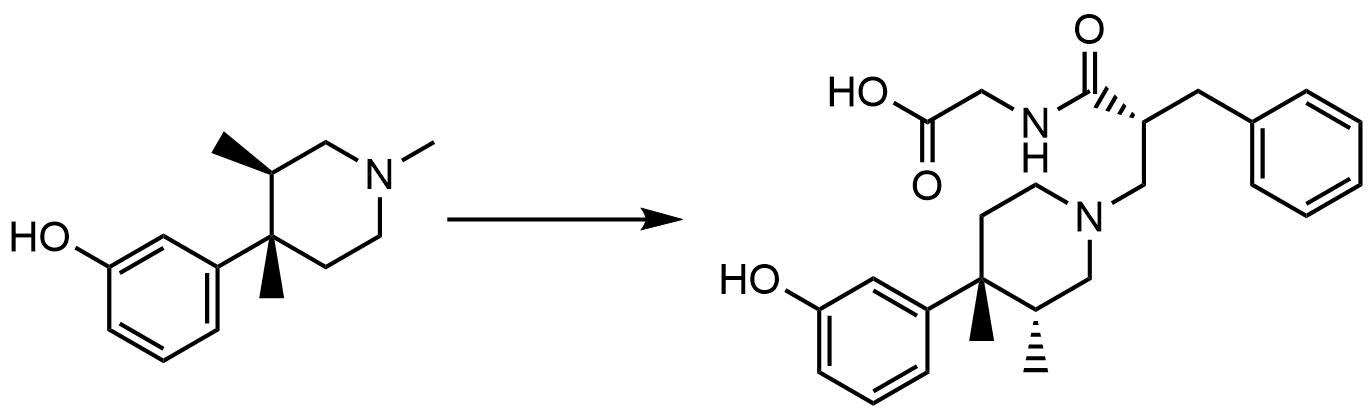
تطور ألفيموبان من 4- (3-هيدروكسي فينيل) -3،4-ثنائي ميثيل بيبيريدين

طُورت مضادات الأفيون الانتقائية الطرفية ترانس-3،4-ثنائي ميثيل-4-(3-هيدروكسيل فينيل) بيبريدين لعلاج اضطراب الحركة المعدية المعوية بواسطة زيمرمان وزملائه في العمل.
ومن ذلك اشتقوا 4-(3- هيدروكسيل فينيل)-3,4-ثنائي ميثيل بيبيريدين مسقولة مع مجموعات وظيفية تغطي مختلف الأحجام، الشحنات والقطبية للوصول إلى مضاد مستقبلات الأفيون المحيطية مع تقليل التعرض لعقاقير الجهاز العصبي المركزي.
في المختبر μ-Ki، في الجسم الحي AD50، وED50 
والمؤشر المحيطي (النسبة) فُحِص للعديد من النظائر الانتقائية، ومن ذلك، اكتشفوا أن ترانس-3،4-ثنائي ميثيل-4-(3-هيدروكسيل فينيل) بيبريدين، ألفيموبان أعطى أفضل النتائج.
هيكل الأيون المزدوج الكبير والقطبية العالية يمنع ألفيموبان من عبور الحاجز الدموي الدماغي وبالتالي فإن الفاعلية في ربط مستقبلات مو أفيون الطرفية تكون 200 مرة أكبر من مستقبلات مو أفيون المركزية.

### نالوكسيجول
هو مشتق معدّل من البولي إيثيلين جلايكول من α-نالوكسول، النالوكسيجول له شكل مشابه مثل النالوكسون كمركب حلقي غير متجانس وكلاهما له مجموعة أليل مرتبطة بأمين لحلقة البيبيريدين. ومع ذلك، يحتوي النالوكسيجول على مونوميثيل منتهي بn = 7 أو ليغومر من بولي إيثيلين جلايكول متصل بمجموعة 6-الفا هيدوكسل من α-نالوكسول عبر رابطة إيثر. يزيد جزء البولي إيثيلين جلايكول من الوزن الجزيئي وبالتالي يحد من امتصاص النالوكسيجول في الجهاز العصبي المركزي.  علاوة على ذلك، يصبح النالوكسيجول المرتبط ركيزة للناقل المتدفق للبروتين السكري الذي ينقل المركب خارج الجهاز العصبي المركزي.

### نالدميدين
يحتوي نالدميدين على بنية كيميائية مماثلة للنالتريكسون ولكن مع سلسلة جانبية إضافية تزيد من الوزن الجزيئي ومساحة السطح القطبية للمادة، مثل نالوكسيجول هوركيزة للناقل المتدفق للبروتين السكري وتؤدي هذه الخصائص إلى اختراق أقل للجهاز العصبي المركزي وتقليل الاستدلال المحتمل على تأثيرات ناهضات الأفيون.
نالدميدين هومضاد مزدوج لمستقبلات مو أفيون ومستقبلات دلتا أفيون، من المعروف أن تنشيط مستقبلات دلتا أفيون يسبب الغثيان والقيء، لذلك يمكن للمضاد المزدوج أن يقلل من الإمساك، الغثيان والقيء.

## حركية دوائية
الوزن الجزيئي، والتوافر الحيوي، وربط البروتين، وفترة نصف العمر للتخلص، ووقت تحقيق أقصى تركيز للبلازما وجاذبية الارتباط موجودة في الجدول أدناه.
| الاسم الكيميائي         | التركيب الكيميائي | الوزن الجزيئي (جم/مول) | التوافر الحيوي(%) | ارتباط بروتينات البلازما(%) | t1/2 (س) | tmax   | Ki μ (نانومتر) | Ki κ (نانومتر) | Ki δ (نانومتر) |
| ----------------------- | ----------------- | ---------------------- | ----------------- | --------------------------- | -------- | ------ | -------------- | -------------- | -------------- |
| بروميد ميثيل نالتريكسون |                   | 436,3                  | Low               | 11-15                       | 8        | 30 min | 5.50           | 32.1           | 3453.8         |
| ألفيموبان               |                   | 424,53                 | 6                 | 80-90                       | 10-17    | 2 h    | 0.77           | 40             | 4.4            |
| نالوكسيجول              |                   | 651,798                | NA                | 4,2                         | 6-11     | 2 h    | 7.42           | 8.65           | 203.0          |
| نالدميدين               |                   | 570,6                  | 29                | 93-94                       | 11       | 45 min | 0.34           | 0.94           | 0.43           |

t1/2: عمر النصف الحيوي.
tmax: الوقت لتحقيق أقصى تركيز في البلازما.
pKi: قياس جاذبية ربط الربيطة.
يحتوي بروميد ميثيل نالتريكسون على توافر حيوي ضعيف عن طريق الفم، ولهذا السبب، يُعطى تحت الجلد كل يوم وحوالي نصف الجرعة تفرز في البول وأقل إلى حد ما في البراز مع 85% يُتَخلص منها دون تغيير.
يمتلك ألفيموبان توافرًا حيويًا منخفضًا بشكل ملحوظ (6%) نظرًا لإرتفاع جاذبية الارتباط ومعدل التفكك المنخفض يُوسط ألفيموبان بشكل أساسي عن طريق إفرازات القنوات الصفراوية بمتوسط تصفية بلازما 400 مل / دقيقة.
يُستقلب ألفيموبان عن طريق الجراثيم المعوية مما يؤدي إلى التحلل المائي للفيموبان إلى مستقلب الأميد النشط (ADL 08-0011) ومع ذلك، يعتبر المستقلب ليس له صلة سريريًا بسبب تجاذب الارتباط المنخفض.
عندما يُتناول النالوكسيجول مع وجبة دسمة فيزداد الإمتصاص، في الغالب يتخلص الجسم منه عن طريق التمثيل الغذائي الكبدي مع إجراءات غير معروفة للمستقلبات، يحتوي النالوكسيجول على شظايا صغيرة يتخلص الجسم منها عن طريق إفراز الكلى.
نالديميدين يُستقلب بشكل الاساسي عبر CYP3A الى نورنالديميدين، وكذلك يُستقلب عبر UDP-غلوكورونوسيل ترانسفيراز1A3 الى نالديميدين 3-G ولكن بدرجة أقل. هذه المستقلبات هي على حد سواء مضادات مستقبلات أفيونية ولكنها أقل قوة من المركب الأصلي.

## مضادات مستقبلات أشباه أفيونيات تعمل طرفيا قيد تطوير

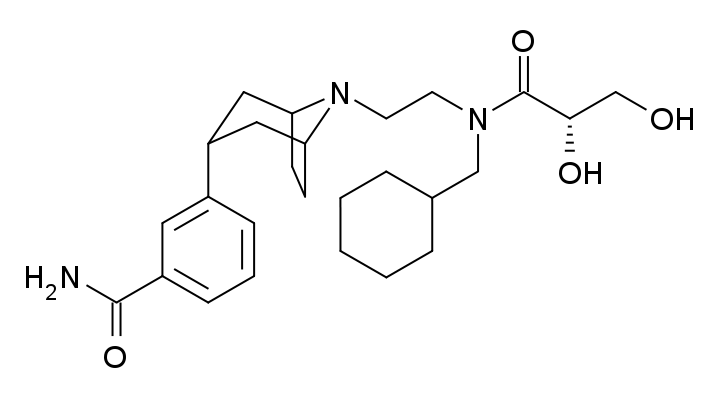
هيكل أكسلوبران

أكسلوبران هو منتج مضادات مستقبلات أشباه أفيونيات تعمل طرفيًا فموي قيد التطوير بواسطة ثيرافان بيوفارما. أُكمِلت المرحلة الثانية من التجارب السريرية في أكثر من 400 مريض يعاني من اللإمساك بس المواد الأفيونية.
يحتوي أكسلوبران على بنية كيميائية مختلفة عن مضادات مستقبلات أشباه أفيونيات تعمل طرفيًا الأخرى ولكن بآلية عمل مماثلة، يعمل كمضاد لمستقبلات مو أفيون ومستقبلات كابا أفيون ومستقبلات دلتا أفيون، ولكن مع جاذبة أعلى لمستقبلات مو أفيون ومستقبلات كابا أفيون مقارنة بمستقبلات دلتا أفيون.
كغيره من مضادات مستقبلات أشباه أفيونيات تعمل طرفيًا الأخرى، الهدف الرئيسي هوعلاج الإمساك، كما يجري البحث في تركيبة جرعة ثابتة لأكسيلوبران مع أوكسيكودون وذلك باستخدام تقنية الطلاء بالرش.
هناك طلب لتحسين انتقائية المستقبلات وجاذبيتها مصحوبًا باستكشاف المركبات المرشحة حسب طريقة إعطاءها، هذه هي الأهداف الرئيسية والاستراتيجيات المستقبلية لاكتشاف الأدوية وتطوير مضادات مستقبلات أشباه أفيونيات تعمل طرفيًا. في الغالب، تظهر مستقبلات مو أفيون ناهضًا انتقائيًا وظيفيًا لذلك، فإن المركبات المرشحة المستقبلية المحتملة التي تستهدف الإمساك هي مضادات مستقبلات أشباه أفيونيات تعمل طرفيًا مع انتقائية وتجاذب محسنين.